# Kim Zimmer
Kimberly Jo Zimmer (Grand Rapids, 2 de fevereiro de 1955) é uma atriz estadunidense, mais conhecida por seu papel como Reva Shayne soap opera Guiding Light da CBS, pelo qual ganhou quatro prêmios Emmy.